# マクシム・レヴィン

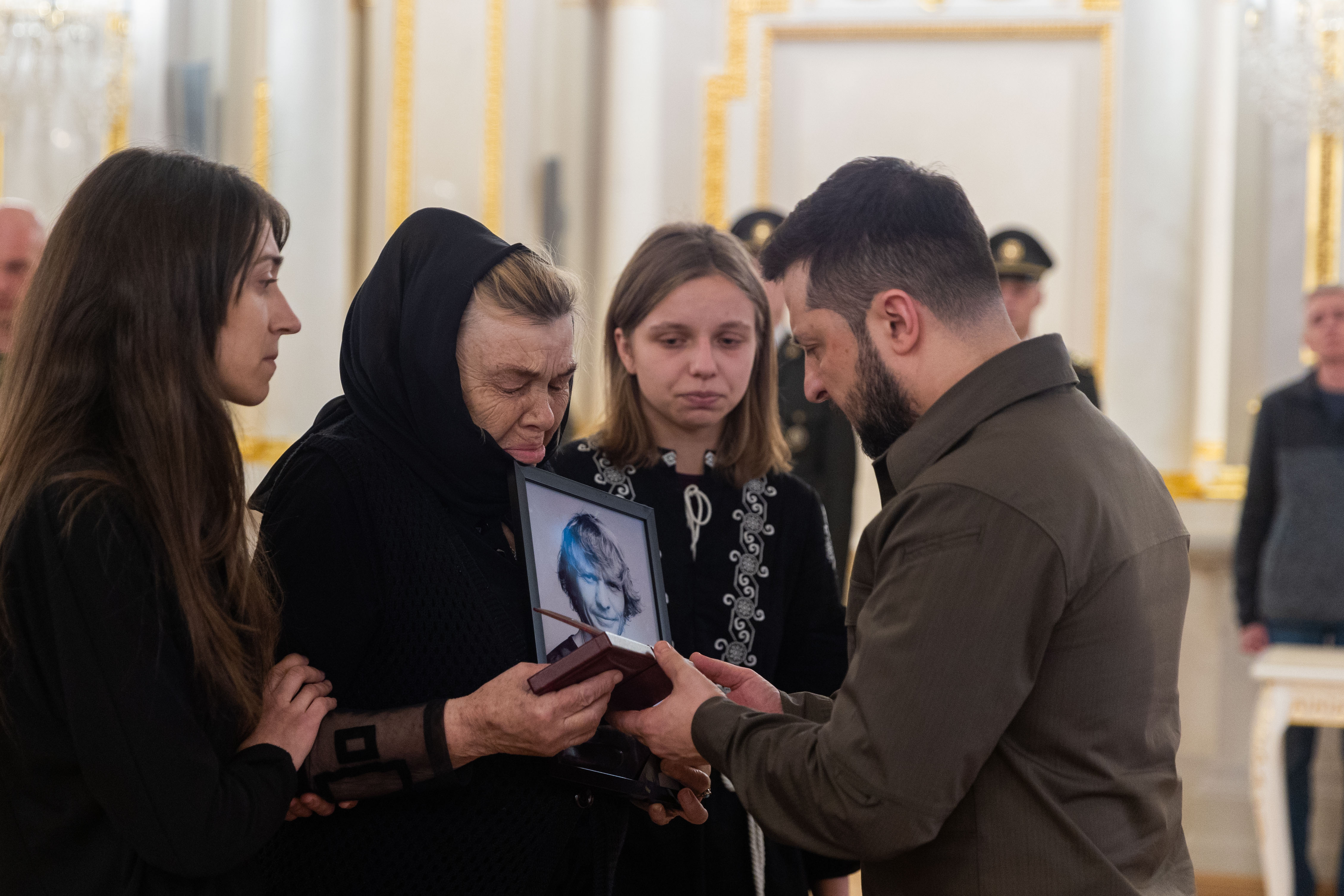
マクシム・レヴィンに追贈された勇敢勲章をレヴィンの遺影を持つ遺族に渡すウォロディミル・ゼレンスキー大統領（2022年4月5日）

マクシム・イェヴヘノヴィチ・レヴィン（ウクライナ語: Максим Євгенович Левін、1981年7月7日 - 2022年3月13日以降）は、ウクライナの写真家。2022年にロシア大統領ウラジーミル・プーチンが起こしたウクライナ侵略戦争の最中にロシア軍により殺害された。

## 経歴

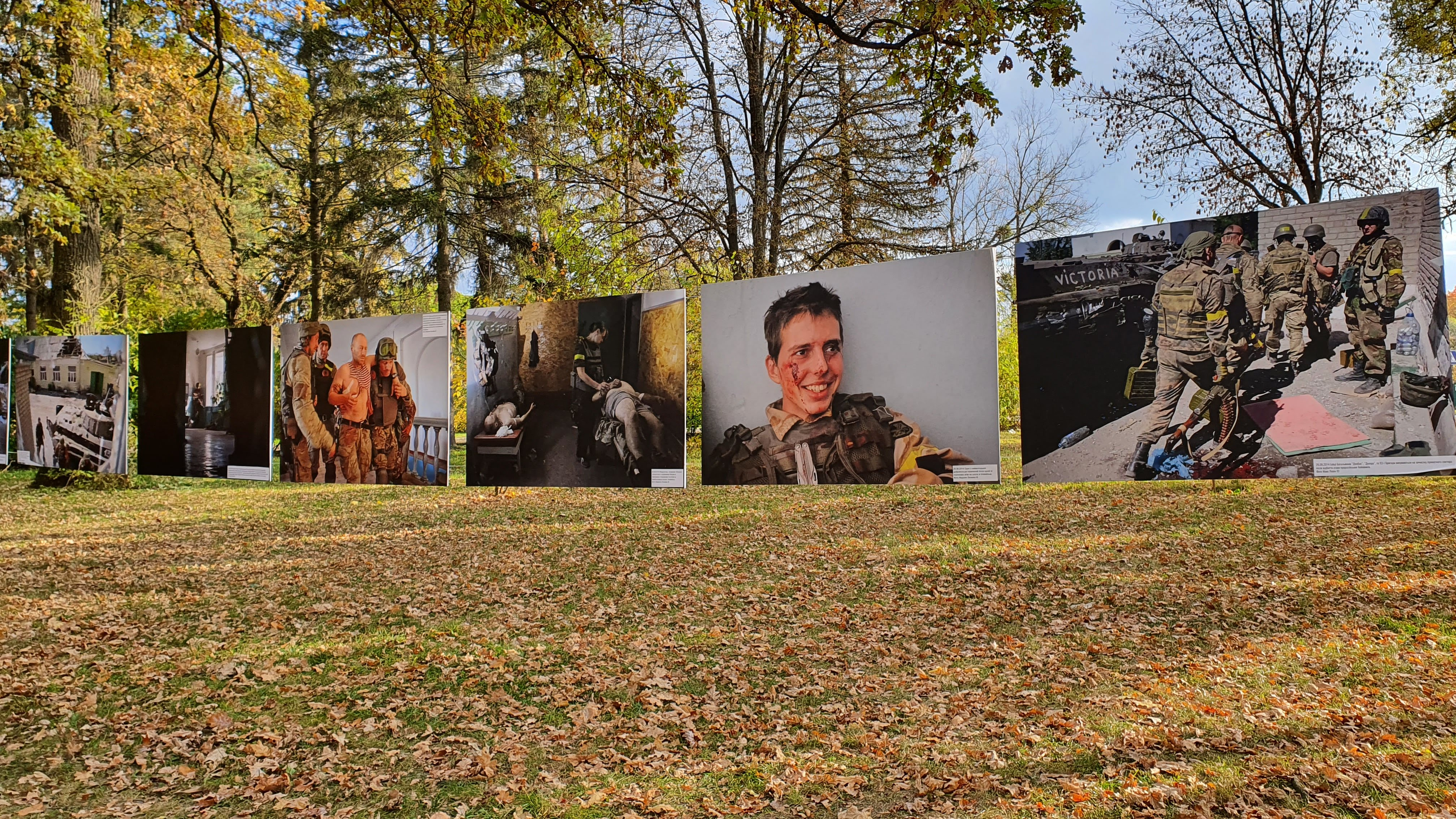
レヴィンが撮影した写真がプロジェクト「イロヴァイスク後」の一環で並べられている（2021年10月14日キーウ州・ボヤルカ）

1981年7月7日、ウクライナ・キーウ州・ボヤルカに生まれる。イゴール・シコルスキー・キーウ工科大学を卒業し、システムエンジニアとして働いた。
2006年から写真家となり、LB.uaのスタッフとなる。またロイターのストリンガーとして働いた。またAP通信、BBC、TRT Worldでも働いた。彼の写真は『ELLE』、『Кореспондент.net』、『ラジオ・ブルガリア』、『ラジオ・フリー・ヨーロッパ』、『ザ・モスクワ・タイムズ』、『ウォール・ストリート・ジャーナル』、『タイム』、『ウクライナ危機メディアセンター』、『バチカン・ニュース』、『ワールドニュース』などに出版された。さらに欧州安全保障協力機構(OSCE)、国際連合児童基金(UNICEF)、国際連合(UN)、UNウィメン、世界保健機関(WHO)などの国際機関に写真を提供した。
2014年からロシア・ウクライナ紛争の様々な戦闘の戦場カメラマンとして活動し、イロヴァイスクの戦いにおいてはロシア軍に包囲された。しかし生き延びて脱出に成功し、2015年にはペトロ・ポロシェンコ大統領から第3級戦功章を授与された。
2022年2月24日からロシア大統領ウラジーミル・プーチンが開始したウクライナ侵略戦争をめぐって「すべてのウクライナの写真家が戦争を止めるための写真を撮ることを夢見ている」と語っていたという。キーウの破壊された建物の一つを撮った彼の写真は2022年3月の『デア・シュピーゲル』の表紙に掲載された。
2022年3月13日、オベルスキー・チェルニショフとともにロシア軍の侵略の惨禍を撮影するためキーウ州フタ・メジヒルシカを去った際に行方不明となった。2022年4月1日に同村の近くで彼の遺体が発見された。ウクライナ検察庁によれば彼は武装しておらず、プレスジャケットを着ていたのにロシア軍に二度撃たれて殺害されたという。レヴィンには勇敢勲章が追贈された。
レヴィンとその妻には4人の息子があった。

## 国境なき記者団による現地調査
レヴィンとレヴィンに同伴していたウクライナ人兵士の死について、国境なき記者団(RSF)は2022年5月24日から6月3日まで証拠収集のため2人の調査員を派遣して調査を行った。調査の過程で、RSFはレヴィンの親族・同僚・友人など十数名と面会しており、レヴィンは軍事的活動に一切関与していないことを確認している。
同年3月10日、レヴィンはキーウ近郊のモシュチュン村近くで失ったドローンを探しに行ったが、ロシア軍の銃撃を受け、回収できないまま引き上げた。以来、ドローンを探し続けていたが、同月13日に毎日連絡を取っていた女性との音信が途絶えた。翌14日に親族が捜索を始めたが、捕虜として捉えられたという情報は得られず、レヴィンが消息を絶った地域は戦闘中であったため2週間近く立ち入りが出来なかったという。同月31日、レヴィンの車と焼死体が発見され、4月1日にウクライナの3人の警察官が、写真撮影・物品押収・現場検証などの捜査を行った。RSFはこのときに撮影された現場写真の提供を受けた。
5月26日、RSFはウクライナ当局の協力を得て遺体発見現場に赴き、同月28日に犯罪現場を発見。レヴィンの車は14発の弾痕があり焼け焦げた状態で、現場写真からレヴィンの遺体は車の17ｍ後方、兵士の遺体は車から2～3ｍ離れた助手席側にあったことを確認。車内から見つかった焼けた弾丸2発のうちの1つは小口径の5.45mm弾であった。ウクライナ人兵士の焼死体の痕跡は地面にはっきり残っており、レヴィンの車にあったと思われるガソリンの入ったジェリー缶が近くにあった。レヴィンの車が通った最後の交差点にはロシア軍の塹壕が3つ確認され、ロシア軍のレーションの包装と使用済みカトラリーが発見された。
同月30日、RSFの要請によりウクライナ側で第3次調査が行われ、金属探知機により新たな証拠品が見つかった。レヴィンの遺体の発見場所に、5.45mmの弾丸が15cmほどの深さで埋まっており、すぐ近くで薬莢も発見された。レヴィンのヘルメットは、親族2名により確認された。
現場の写真や所見から、レヴィンは地面に倒れた状態で至近距離から銃殺されたとみられる。遺体の状況から、兵士は生きながら焼かれた可能性もあるという。
モシュチュン村の村民によると、3月6日以降、ロシア軍は村全体を支配し、装甲車や戦車を設置。村はキーウを征服しようとするロシア軍の最先端基地の1つとなっていたという。レヴィンの携帯電話は同月16日にモシュチュン村で起動されている。レヴィンと同伴していた兵士を殺害したのは、地域に滞在していた第106親衛空挺師団または特殊部隊の隊員である可能性が考えられる。調査で得られた証拠は、ウクライナ検察に引き渡された。
6月22日、RSFは公式サイトにおいて一連の調査結果を公表した。クリストフ・ドロワール事務局長は「2人は間違いなく平然と処刑されており、その前に拷問された可能性もある。ロシア軍兵士の特定に全力で取り組む」とコメントしている。